# Toxorhamphus
Toxorhamphus Stresemann, 1914 è un genere di uccelli passeriformi della famiglia Melanocharitidae.

## Etimologia
Il nome scientifico del genere, Toxorhamphus, deriva dall'unione delle parole greche τοξον (toxon, "arco") e ῥαμφος (rhamphos, "becco"), col significato di "becco ad arco", in riferimento al loro aspetto.

## Descrizione
Le due specie ascritte al genere misurano una dozzina di centimetri di lunghezza circa.

Il loro aspetto ricorda quello delle nettarinie o dei melifagidi: tozzo e paffuto, con corta coda squadrata, zampe forti e soprattutto lungo becco falciforme ricurvo verso il basso.
Il piumaggio è dominato dalle tonalità del giallo-verdastro (ad eccezione della testa, che tende al grigio), più scuro e tendente al bruno dorsalmente e più vivido ventralmente, coi maschi dalle tonalità più vivaci rispetto alle femmine.

## Biologia
Si tratta di uccelli diurni, molto attivi, che vivono da soli o in coppie e sono molto difficili da osservare in quanto timidi e circospetti.
La dieta di questi uccelli sembrerebbe comprendere piccoli artropodi e nettare, tuttavia non sono note le percentuali delle due componenti, in quanto mancano osservazioni sul campo.
La riproduzione è poco conosciuta: il nido è a forma di coppa e la cova pare appannaggio esclusivo della femmina, col periodo riproduttivo che in una specie sembrerebbe limitato alla stagione secca e nell'altra sembrerebbe abbracciare tutto l'arco dell'anno.

## Distribuzione
Il genere è endemico  della Nuova Guinea e di alcune piccole isole circonvicine: le due specie popolano in parapatria la foresta pluviale di pianura e collina e quella montana e nebulosa.

## Tassonomia
Al genere vengono ascritte due specie:
Genere Toxorhamphus
- Toxorhamphus novaeguineae (Lesson, 1827) - beccolungo panciagialla
- Toxorhamphus poliopterus (Sharpe, 1882) - beccolungo mentoardesia

Per lungo tempo, il genere è stato classificato fra i Meliphagidae: le analisi del DNA molecolare effettuate negli anni '90, tuttavia, ne evidenziarono un'inaspettata affinità molto stretta coi beccabacche del genere Melanocharis, coi quali (assieme al beccabacche maculato) costituiscono una famiglia a sé stante, i Melanocharitidae.
Alcuni autori accorperebbero a Toxorhamphus anche gli affini beccolungo minori del genere Oedistoma: tale scelta però è doppiamente errata, prima di tutto perché non rispetta il principio di priorità (Oedistoma è stato istituito per primo, pertanto dovrebbe avere la precedenza nell'utilizzo in un eventuale accorpamento) ed in secondo luogo perché i beccolungo nani del genere Oedistoma, oltre a presentare differenze morfologiche con Toxorhamphus rispetto alla conformazione del tarso, si sono inoltre recentemente rivelati più affini a livello genetico ai beccabacche del genere Melanocharis che a Toxorhamphus.